# Nõiakepp
Nõiakepp (zu Deutsch Der Zauberstab) ist der Titel eines estnischen Stummfilms aus dem Jahr 1923.
Produktionsfirma der Komödie war das estnische Unternehmen Osilia-Film. Die Außenszenen wurden auf den Straßen der estnischen Hauptstadt Tallinn gedreht.
Der Film gilt als verschollen.